# Jacques Provins
Pour les articles homonymes, voir Provins (homonymie).
Jacques Provins (James, Victor, Emmanuel Polad) est un acteur et homme de radio français, né en Suisse, à Genève, le 23 octobre 1914. Il meurt à Saint-Cloud dans les Hauts-de-Seine, le 9 mars 1979.

## Filmographie

### Cinéma
- 1947 : Les amoureux sont seuls au monde d'Henri Decoin
- 1949 : L'Atomique Monsieur Placido de Robert Hennion - L'Égyptien
- 1950 : Au fil des ondes de Pierre Gautherin
- 1950 : Trois Télégrammes d'Henri Decoin - Un agent de police
- 1952 : Les Deux Monsieur de Madame de Robert Bibal
- 1954 : L'Œil en coulisses d'André Berthomieu - Lui-même, dans son radio-pastiche avec Michel Méry
- 1955 : Les Mains liées d'Aloysius Vachet, Roland Quignon et Paul Vandenberghe
- 1964 : Requiem pour un caïd de Maurice Cloche
- 1969 : Mon oncle Benjamin d'Édouard Molinaro - Le domestique de Minxit
- 1970 : Les Aristochats - "The aristocats" de Wolfgang Reitherman - (uniquement le doublage de la voix)
- 1971 : Franz de Jacques Brel - Grosjean
- 1973 : Les Chinois à Paris de Jean Yanne
- 1973 : La Race des seigneurs de Pierre Granier-Deferre
- 1973 : Le Gang des otages d'Édouard Molinaro
- 1973 : Le Far-West de Jacques Brel

### Télévision
- 1970 : Les Enquêtes du commissaire Maigret de Claude Barma, épisode : Maigret - Le garçon Fontaine
- 1971 : Le Voyageur des siècles de Jean Dréville
- 1971 : Les Nouvelles Aventures de Vidocq, épisode Les Crimes de Vidocq de Marcel Bluwal
- 1973 : Joseph Balsamo, feuilleton télévisé d'André Hunebelle
- 1975 : Les Compagnons d'Eleusis, feuilleton télévisé de Claude Grinberg.

## Théâtre
- 1966 : Marc-Aurèle a disparu de Jean Le Marois, mise en scène Jacques Ardouin, Théâtre Charles de Rochefort
- 1967 : Jeux pour le ciel d'Étienne Bor, mise en scène Jacques Ardouin,   Théâtre du Vieux-Colombier